# Diocesi di Bulna
La diocesi di Bulna (in latino Dioecesis Bulnensis) è una sede soppressa e sede titolare della Chiesa cattolica.

## Storia
Bulna, nell'odierna Tunisia, è un'antica sede episcopale della provincia romana dell'Africa Proconsolare, suffraganea dell'arcidiocesi di Cartagine.
Resta sconosciuta l'identificazione di Bulna, benché sia certo che fosse nella provincia Proconsolare. Le fonti menzionano un solo vescovo, Vittore, nel 646.
Dal 1989 Bulna è annoverata tra le sedi vescovili titolari della Chiesa cattolica; dal 30 ottobre 2010 il vescovo titolare è Jan Sobiło, vescovo ausiliare di Charkiv-Zaporižžja.

## Cronotassi

### Vescovi
- Vittore † (menzionato nel 646)

### Vescovi titolari
- Joseph Werth, S.I. (13 aprile 1991 - 11 febbraio 2002 nominato vescovo della Trasfigurazione a Novosibirsk)
- Jozef De Kesel (20 marzo 2002 - 25 giugno 2010 nominato vescovo di Bruges)
- Jan Sobiło, dal 30 ottobre 2010